# Festival van San Remo 1970
Het Festival van San Remo 1970 was de 20ste editie van de liedjeswedstrijd.

## Finale
1. Chi non lavora non fa l'amore (Adriano Celentano, Luciano Beretta e Miki Del Prete) Adriano Celentano – Claudia Mori
2. La prima cosa bella (Nicola di Bari e Mogol) Nicola di Bari – Ricchi e Poveri
3. L'arca di Noè (Sergio Endrigo) Sergio Endrigo – Iva Zanicchi
4. Eternità (Giancarlo Bigazzi e Claudio Cavallaro) Ornella Vanoni – Camaleonti
5. La spada nel cuore (Carlo Donida e Mogol) Patty Pravo – Little Tony
6. Romantico blues (Lorenzo Pilat, Mario Panzeri e Daniele Pace) Gigliola Cinquetti – Bobby Solo
7. Pa’ diglielo a ma’ (Jimmy Fontana e Franco Migliacci) Rosalino Cellamare – Nada
8. Sole pioggia e vento (Elio Isola e Mogol) Luciano Tajoli – Mal
9. Tipitipitì (Lorenzo Pilat, Mario Panzeri e Daniele Pace) Orietta Berti – Mario Tessuto
10. L'amore è una colomba (Giancarlo Bigazzi e Gaetano Savio) Gianni Nazzaro – Marisa Sannia
11. Taxi (Gianni Argenio, Daniele Pace e Mario Panzeri) Antoine – Anna Identici
12. Hippy (Fausto Leali e Luciano Beretta) Fausto Leali – Carmen Villani
13. Canzone blu (Tony Renis, Mogol e Alberto Testa) Tony Renis – Sergio Leonardi
14. Re di cuori (Claudio Cavallaro, Gaetano Savio e Giancarlo Bigazzi) Nino Ferrer – Caterina Caselli

## Halvefinalisten
- Accidenti (Ricky Gianco e Gian Pieretti) Rocky Roberts – Il Supergruppo
- Ahi ahi ragazzo! (Napolitano e Franco Migliacci) Rita Pavone – Valeria Mongardini
- Ahi! Che male che mi fai (Salvatore Cutugno e Cristiano Minellono) Ragazzi della via Gluck – Paolo Mengoli
- Che effetto mi fa (Pino Donaggio e Cristiano Minellono) Pino Donaggio - Sandie Shaw
- Ciao anni verdi (Nando De Luca e Adriano Celentano) Rosanna Fratello - Domodossola
- Io mi fermo qui (Enrico Riccardi e Luigi Albertelli) Donatello – Dik Dik
- L’addio (Andrea Lo Vecchio, Plinio Maggi e Sergio Bardotti) Michele – Lucia Rizzi
- La stagione di un fiore (Salvatore Ruisi e Luciano Rossi) Emiliana – Gens
- Nevicava a Roma (Roberto Negri, P. Verdecchia, Miki Del Prete e Luciano Beretta) Renato Rascel – Pio
- Occhi a mandorla (Piero Soffici e Vito Pallavicini) Rossano – Dori Ghezzi
- Ora vivo (Herbert Pagani e Enzo Favata) Francesco Banti – Dino Drusiani
- Serenata (Enrico Polito, Giancarlo Bigazzi e Gaetano Savio) Claudio Villa - Tony Del Monaco

1951 · 1952 · 1953 · 1954 · 1955 · 1956 · 1957 · 1958 · 1959 · 1960 · 1961 · 1962 · 1963 · 1964 · 1965 · 1966 · 1967 · 1968 · 1969 · 1970 · 1971 · 1972 · 1973 · 1974 · 1975 · 1976 · 1977 · 1978 · 1979 · 1980 · 1981 · 1982 · 1983 · 1984 · 1985 · 1986 · 1987 · 1988 · 1989 · 1990 · 1991 · 1992 · 1993 · 1994 · 1995 · 1996 · 1997 · 1998 · 1999 · 2000 · 2001 · 2002 · 2003 · 2004 · 2005 · 2006 · 2007 · 2008 · 2009 · 2010 · 2011 · 2012 · 2013 · 2014 · 2015 · 2016 · 2017 · 2018 · 2019 · 2020 · 2021 · 2022 · 2023 · 2024 · 2025